# 1716

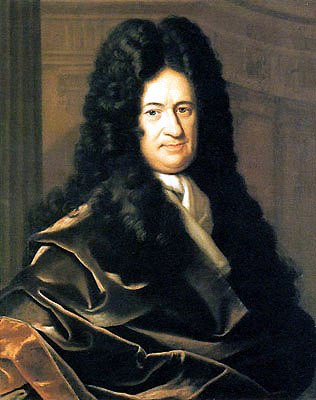
Leibniz

Het jaar 1716 is het 16e jaar in de 18e eeuw volgens de christelijke jaartelling.

## Gebeurtenissen
januari
- 16 - Na de val van het kasteel van Cardona vaardigt de Franse koning Filips V van Spanje in Catalonië de Decretos de Nueva Planta uit, dat de Catalaanse instellingen opheft en het Catalaans als bestuurstaal afschaft.

maart
- 1 - Ter uitvoering van de Vrede van Utrecht (1713) draagt de Republiek der Verenigde Nederlanden een aantal plaatsen over aan de Oostenrijkse Nederlanden. Het gaat om Roermond en omgeving en om plaatsjes als Swalmen en Weert. Samen zullen zij Oostenrijks-Gelre vormen.

juni
- 25 - Eugenius van Savoye wordt landvoogd van de Oostenrijkse Nederlanden

juli
- 20 - Diederik van Veldhuyzen president van de Staten van Utrecht overlijdt

augustus
- 5 - Bij Petrovaradin verslaat het Habsburgse leger onder prins Eugenius van Savoye, het Osmaanse leger, dat onder leiding staat van grootvizier Damad Ali Pasha.

september
- 16 - Op Curaçao breekt een slavenopstand uit waarbij ten minste vier mensen om het leven komen.

november
- 28 - Begin van de Grote Vergadering in de Trêveszaal te Den Haag. Op initiatief van Overijssel zullen vertegenwoordigers van alle Nederlandse gewesten proberen door staatsrechtelijke hervormingen de Unie nieuw leven in te blazen.

zonder datum
- De oudst bekende roeiwedstrijd wordt gehouden in Londen.
- Piraat Edward Teach alias Zwartbaard wordt actief in het Caribisch gebied.
- Texas wordt bezet door de Spanjaarden.
- Bij een aardbeving in Algerije vallen 20.000 doden.

## Muziek
- Antonio Vivaldi componeert in Venetië de Juditha Triumphans, naar aanleiding van de overwinning bij Korfu van de Republiek Venetië op de Turken.
- Tomaso Albinoni schrijft zijn 12 concerti a cinque, Opus 7
- François Couperin componeert L'art de toucher le clavecin

## Bouwkunst

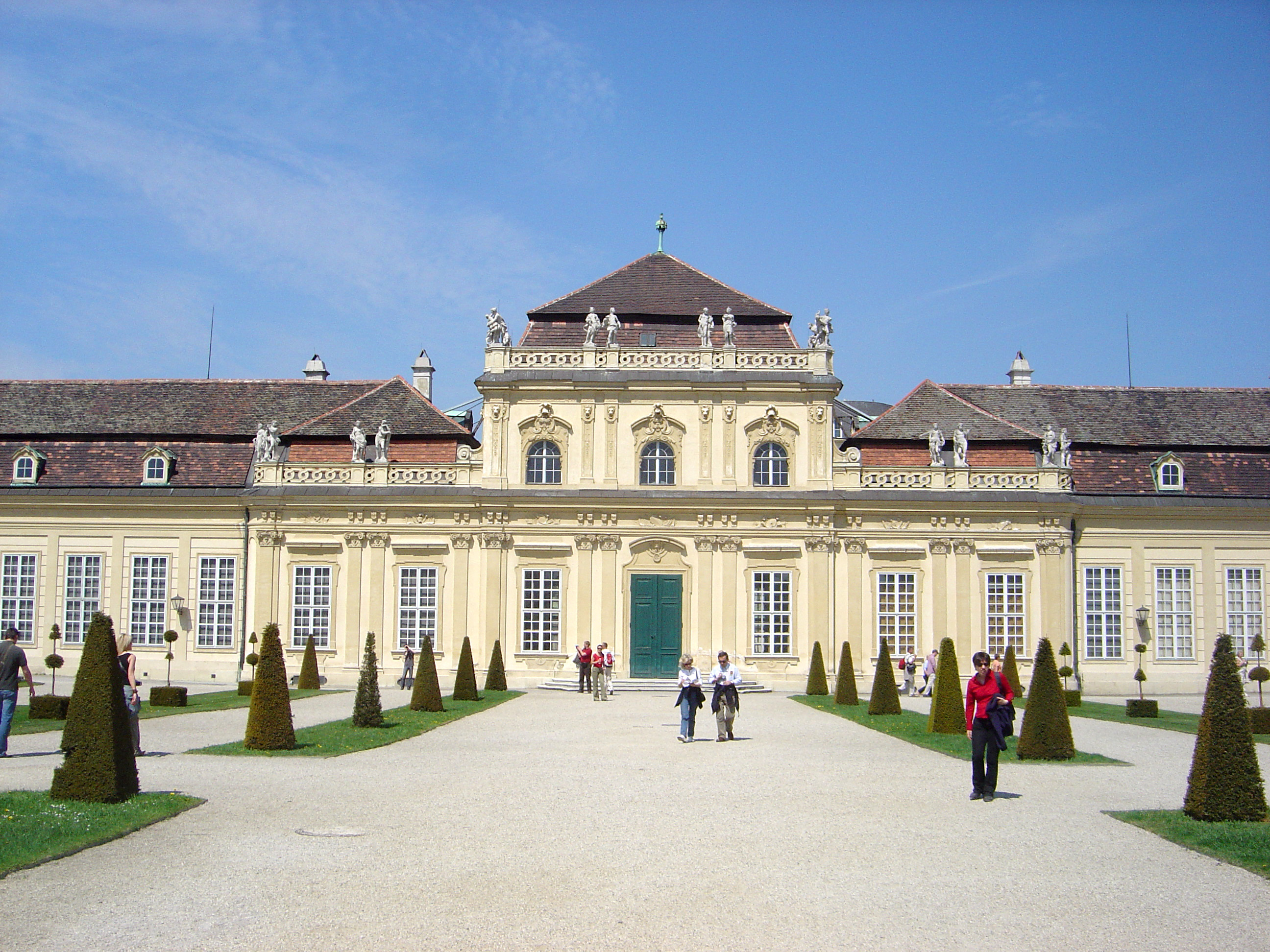
Unteres Belvedere, Wenen (1716) Johann Lukas von Hildebrandt